# 维尔日妮·德迪厄
维尔日妮·德迪厄（法語：Virginie Dedieu，1979年2月25日—），法国女子花样游泳运动员。她曾代表法国参加1996年、2000年和2004年夏季奥林匹克运动会花样游泳比赛，获得一枚铜牌。